# Letra-Mix
Letra Mix ist ein Buchstabenspiel. Es ähnelt Scrabble, allerdings kommen Spielwürfel zum Einsatz, um die zur Verfügung stehenden Buchstaben zu bestimmen.

## Spielverlauf
Bei dem Spiel werden dreizehn mit Buchstaben bedruckte Würfel geworfen. Der Spieler muss nun in vorgegebener Zeit möglichst viele der gefallenen Buchstaben verwenden, um daraus ähnlich dem Scrabble im Kreuzwort-Schema zusammenhängende Worte zu bilden.
Ist die zugehörige Sanduhr nach zweieinhalb Minuten abgelaufen, so werden die auf den Würfeln je Buchstabe aufgedruckten Punkte addiert und dem Spieler gut geschrieben.
Letztlich hat jener Spieler gewonnen, der nach einer vorher bestimmten Anzahl Runden die meisten Punkte erzielt hat.
Die zu erzielende Punktzahl je Buchstaben variiert in Abhängigkeit von der Häufigkeit des Buchstaben im deutschen Wortschatz. So kann für ein verwendetes E nur jeweils ein Punkt erzielt werden, weil dieses im deutschen Wortschatz extrem häufig verwendet wird. Für die Verwendung eines Y hingegen können sieben Punkte verbucht werden, weil dieses nur sehr selten im Wortschatz vorkommt.

## Geschichte
Letra-Mix wurde 1977 erstmals vom norwegischen Verlag Litor veröffentlicht. Die deutsche Version erscheint bei Schmidt Spiele. Vor 1992 erschien auch eine Version „Letra-Mix Profi“.